# Antonio Alarcó Hernández
Antonio Alarcó Hernández, né le 31 août 1951, est un homme politique espagnol membre du Parti populaire (PP).

## Biographie

### Vie privée
Il est marié et père de deux filles et un fils.

### Profession
Il est diplômé en santé, titulaire européen en transplantation et docteur en sciences de l'information. Il est chef du service de chirurgie de l'hôpital universitaire des Canaries.

### Activités politiques
Il est conseiller municipal de San Cristóbal de La Laguna de 2015 à 2019 et vice-président de 2007 à 2011 puis conseiller de 2011 à 2015 du cabildo insulaire de Tenerife.
Le 9 mars 2008, il est élu sénateur pour Tenerife au Sénat.